# Stefania evansi
Stefania evansi es una especie de anfibio anuro de la familia Hemiphractidae.

## Distribución geográfica
Esta especie es endémica de Guyana. Habita en las regiones de Potaro-Siparuni, Haut-Demerara-Berbice y Cuyuni-Mazaruni hasta 1400 m de altitud.

## Etimología
Esta especie lleva el nombre en honor a Richard Evans.

## Publicación original
- Boulenger, 1904 : Description of a new tree-frog of the genus Hyla, from British Guiana, carrying eggs on the back. Proceedings of the Zoological Society of London, vol. 1904, p. 106[5]